# Uki-e
Uki-e (浮 絵), ("imagem flutuante", que significa "imagem de perspectiva") refere-se a um gênero de imagens de ukiyo-e que emprega convenções ocidentais de perspectiva linear. Embora nunca tenham constituído mais do que um gênero menor, as imagens em perspectiva foram desenhadas e impressas por artistas japoneses desde sua introdução no final da década de 1730 até meados do século XIX.

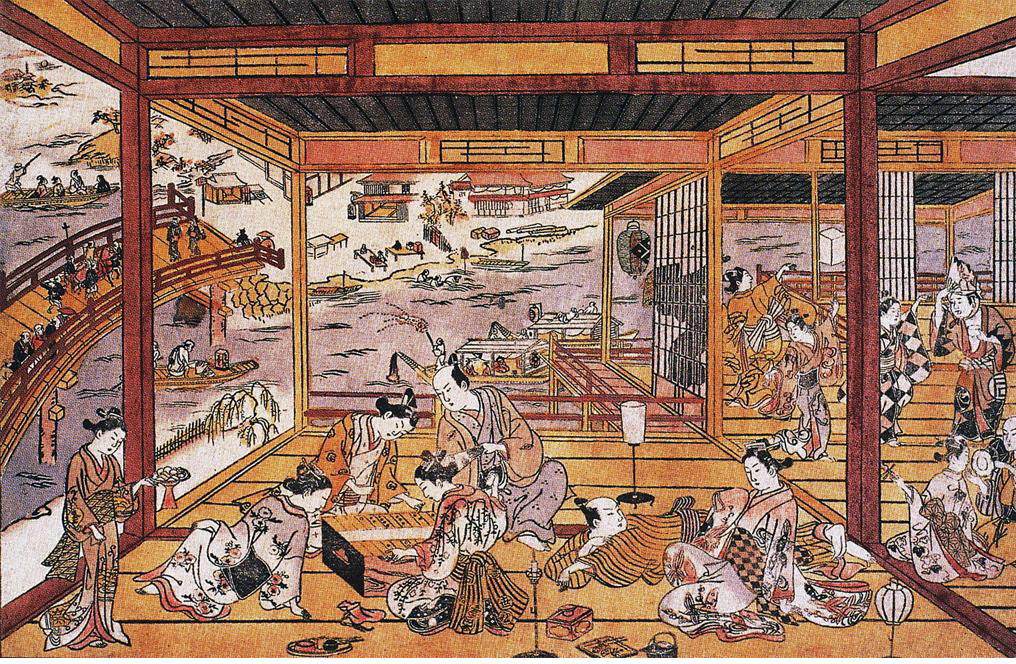
Taking the Evening Cool by Ryōgoku Bridge (1745), Okumura Masanobu
Exemplo de uma estampa uki-e usando uma perspectiva de estilo ocidental

Por volta de 1739, Okumura Masanobu estudou gravuras européias para aprender as regras da perspectiva. Suas gravuras encontraram seu caminho para o Japão, seja através de Dejima ou da China. Masanobu foi o primeiro a aplicar o termo Uki-e a imagens em perspectiva, e Utagawa Toyoharu desenvolveu completamente a forma no final da década de 1750, quando produziu xilogravuras coloridas de gravuras depois de Canaletto e Guardi. Toyoharu também foi o primeiro a adaptar essas técnicas a temas japoneses.
O interior dos teatros de Kabuki era um assunto comum nas gravuras de Uki-e. Cenas interiores tendem a ser favorecidas, pois é mais fácil aplicar com precisão uma perspectiva de ponto à arquitetura do que a paisagem.